# 블랙 라이온
《블랙 라이온》(HellBound)는 미국에서 제작된 애론 노리스 감독의 1993년 액션, 스릴러 영화이다. 척 노리스 등이 주연으로 출연하였고 안소니 리디오 등이 제작에 참여하였다.

## 출연

### 주연
- 척 노리스

### 조연
- 칼빈 레벨스
- 쉐리 J. 윌슨

## 한국판 성우진 (MBC, 1997년 2월 15일)
- 유강진 - 샤터 (척 노리스)
- 이윤연 - 프로사타노스
- 이우신 - 잭슨 (칼빈 레벨스)
- 송도영 - 레슬리 (쉐리 J. 윌슨)
- 김태훈
- 박태호
- 김순선
- 안장혁
- 이승현
- 최원형
- 강수진
- 박조호
- 변종필
- 윤복성
- 박소라
- 장성호

## 기타
- 프로듀서: 크리스토퍼 피어스
- 프로듀서: 제르 C. 헨쇼우
- 미술: 컬리 샌더